# Konvektion
Konvektion er en af tre processer hvorved varme/energi kan flyttes fra et sted til et andet. De to andre er; varmeledning og stråling.
Ved konvektion er det selve det varme stof (gassen el. væsken) der flyttes. Den tomme plads erstattes af stof med en køligere temperatur. Der opstår således en cirkulation, også kaldet en konvektionscelle.

## Konvektionsfænomener
Konvektionsregn opstår, hvor der sker en kraftig opvarmning af jorden med påfølgende opvarmning af luften nedefra. Hvis luften er instabil, kan opstigningen blive meget kraftig, (op til 90 km/t). Ved fortætning af vanddampene kan der dannes byge- eller tordenskyer.
Konvektionsregn med torden er almindeligt i egnene omkring ækvator i forbindelse med den daglige opvarmning af jordoverfladen.
Ved store brande i f.eks. byer eller skove opvarmes luften meget og stiger til vejrs, mens frisk luft suges ind mod branden. Fænomenet, der kan være meget voldsomt, kaldes ildstorm.
- Wikimedia Commons har flere filer relateret til Konvektion

| Naturvidenskab | Spire Denne naturvidenskabsartikel er en spire som bør udbygges. Du er velkommen til at hjælpe Wikipedia ved at udvide den. |